# Temnoptera meeki
Temnoptera meeki là một loài bướm đêm trong họ Noctuidae.